# 德尼·菲奥伦蒂尼
德尼·菲奥伦蒂尼（義大利語：Deni Fiorentini，1984年6月5日—），意大利男子水球运动员。他曾代表意大利国家队参加2012年夏季奥林匹克运动会水球比赛，结果获得一枚银牌。